# Прњавор Лепавински
Прњавор Лепавински (хрв. Prnjavor Lepavinski) је насељено место у општини Соколовац, Копривничко-крижевачка жупанија, Хрватска.

## Историја
До територијалне реорганизације у Хрватској био је у саставу старе општине Копривница.

## Становништво
У попису становништва из 2011. године, Прњавор Лепавински је имао 58 становника.
| Број становника према пописима | Број становника према пописима | Број становника према пописима | Број становника према пописима | Број становника према пописима | Број становника према пописима | Број становника према пописима | Број становника према пописима | Број становника према пописима | Број становника према пописима | Број становника према пописима | Број становника према пописима | Број становника према пописима | Број становника према пописима | Број становника према пописима | Број становника према пописима |
| ------------------------------ | ------------------------------ | ------------------------------ | ------------------------------ | ------------------------------ | ------------------------------ | ------------------------------ | ------------------------------ | ------------------------------ | ------------------------------ | ------------------------------ | ------------------------------ | ------------------------------ | ------------------------------ | ------------------------------ | ------------------------------ |
| 1857                           | 1869                           | 1880                           | 1890                           | 1900                           | 1910                           | 1921                           | 1931                           | 1948                           | 1953                           | 1961                           | 1971                           | 1981                           | 1991                           | 2001                           | 2011                           |
| 38                             | 50                             | 76                             | 109                            | 101                            | 125                            | 124                            | 128                            | 118                            | 106                            | 113                            | 93                             | 89                             | 83                             | 67                             | 58                             |

Напомена: До 1900. исказивано под именом Прњавор.

### Попис1991.
У попису становништва из 1991. године, Прњавор Лепавински је имало 83 становника, следећег националног састава:
| Попис 1991.‍  | Попис 1991.‍  | Попис 1991.‍ | Попис 1991.‍ | Попис 1991.‍ |
| ------------ | ------------ | ----------- | ----------- | ----------- |
|              |              |             |             |             |
| Срби         | Срби         |             | 58          | 69,87%      |
| Хрвати       | Хрвати       |             | 10          | 12,04%      |
| Југословени  | Југословени  |             | 3           | 3,61%       |
| неопредељени | неопредељени |             | 9           | 10,84%      |
| непознато    | непознато    |             | 3           | 3,61%       |
| укупно: 83   |              |             |             |             |

### Попис1910.
| Прњавор Лепавински                                                    | Прњавор Лепавински |
| --------------------------------------------------------------------- | --- |
| језик                                                                 | вера |
| укупно: 125 Српски 115 (92,00%) Хрватски 9 (7,20%) Словачки 1 (0,80%) | <div style="border:solid transparent;position:absolute;width:100px;line-height:0; укупно: 125 Православци 115 (92,00%) Римокатолици 10 (8,00%) - (-%) |